# Адельгейда Ліппе-Бістерфельдська
Адельгейда Ліппе-Бістерфельдська (нім. Adelheid zur Lippe-Biesterfeld), повне ім'я Адельгейда Кароліна Матільда Емілія Агнеса Іда Софія Ліппе-Бістерфельдська (нім. Adelheid Karoline Mathilde Emilie Agnes Ida Sophie zur Lippe-Biesterfeld), 22 червня 1870 — 3 вересня 1948) — уроджена графиня цур Ліппе-Бістерфельд з дому Ліппе, донька графа цур Ліппе-Бістерфельд Ернста та графині Кароліни фон Вартенслебен, дружина принца Саксен-Майнінгенського Фрідріха, матір двох титулярних герцогів Саксен-Майнінгена.

## Біографія
Адельгейда народилась 22 червня 1870 року в Оберкасселі, де знаходився заміський будинок дому Ліппе. Вона стала первістком в родині графа цур Ліппе-Бістерфельд Ернста та його дружини Кароліни фон Вартенслебен, з'явившись на світ за дев'ять місяців після їхнього весілля. Ще за місяць почалася франко-прусська війна. Згодом сімейство поповнилося п'ятьма молодшими дітьми. Головою родини в той час був дід Адельгейди, Юлій. Лінія Ліппе-Бістерфельд була другою за старшинством після правлячих князів Ліппе, за нею йшли графи Липпе-Вайссенфельд і принци Шаумбург-Ліппе.
У травні 1884 року Ернст Ліппе-Бістерфельд став головою лінії Ліппе-Бістерфельд.
У 18-річному віці Адельгейда взяла шлюб із 27-річним принцом Саксен-Майнінгенським Фрідріхом, найменшим сином правлячого герцога Георга ІІ. Весілля відбулося 24 квітня 1889 року в Нойдорфі в провінції Позен, де родина нареченої мала однойменний замок. У подружжя народилося шестеро дітей.
У 1895 році батько Адельгейди почав боротьбу за право регентства в князівстві Ліппе, що у 1897 році завершилася його визнанням регентом, а у 1905 році арбітражна колегія Німецької імперії, на додачу, визнала всі суперечливі шлюби в роду династичними, й діти Ернста отримали право на титул принців та принцес Ліппе.
На початку Першої світової війни в один місяць загинули чоловік та середній син Адельгейди.
У 1937 році її небіж Бернард одружився із кронпринцесою Нідерландів Юліаною. Наразі його онук Віллем-Олександр є королем Нідерландів. Адельгейда була присутньою на їхньому весіллі.
Її син Георг у грудні 1941 року став титулярним герцогом Саксен-Майнінгену. У 1946 році йому наслідував Бернхард.
Адельгейда пішла з життя у Детмольді, який входив до зони, окупованої британськими та американськими вояками, 3 вересня 1948 року. Замок Детмольд продовжував знаходитися у приватному володіння родини Ліппе і після Листопадової революції 1918 року, і після Другої світової війни.
Була похована у кірсі Христа в Детмольді, поруч із братом та батьками.

## Родина

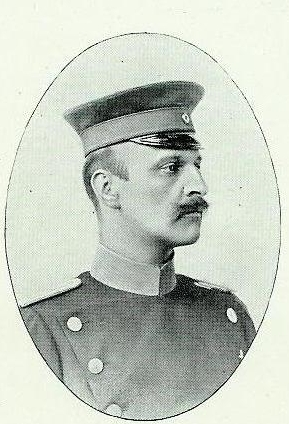
Світлина Фрідріха, 1899

Чоловік — Фрідріх Саксен-Майнінгенський
Діти:
- Феодора (1890—1972) — дружина великого герцога Саксен-Веймар-Айзенаху Вільгельма Ернста, мала четверо дітей;
- Адельгейда (1891—1971) — дружина принца Адальберта Прусського, мала трьох дітей;
- Георг (1892—1946) — титулярний герцог Саксен-Майнінгена у 1941—1946 роках,  був одруженим із графинею Кларою Марією фон Корфф Шміссінг-Керссенброк, мав четверо дітей;
- Ернст (1895—1914) — одруженим не був, дітей не мав;
- Луїза (1899—1985) — дружина барона Ґеца фон Ваґенхайма, мала сина та доньку;
- Бернхард (1901—1984) — титулярний герцог Саксен-Майнінгена у 1946—1984 роках, був двічі одруженим, мав п'ятеро дітей.